# KAMIGATA BOYZ DREAM IsLAND 2024 〜やっぱこの街好っきゃねん〜
- KAMIGATA BOYZ
  - SUPER EIGHT > SUPER EIGHTのライブ一覧 > KAMIGATA BOYZ DREAM IsLAND 2024 〜やっぱこの街好っきゃねん〜
  - WEST. > KAMIGATA BOYZ DREAM IsLAND 2024 〜やっぱこの街好っきゃねん〜
  - なにわ男子 > KAMIGATA BOYZ DREAM IsLAND 2024 〜やっぱこの街好っきゃねん〜
  - Aぇ! group > KAMIGATA BOYZ DREAM IsLAND 2024 〜やっぱこの街好っきゃねん〜

『KAMIGATA BOYZ DREAM IsLAND 2024 〜やっぱこの街好っきゃねん〜』（カミガタボーイズ ドリーム アイランド 2024 やっぱこのまちすっきゃねん）は、2024年9月21日から22日にかけて大阪・ヤンマースタジアム長居で開催された、KAMIGATA BOYZ（SUPER EIGHT・WEST.・なにわ男子・Aぇ! group）の合同ライブイベント。本公演には関西ジュニアも出演し、総勢106人が出演した。

## 概要
- 本公演は、2024年9月21日から22日にかけて大阪・ヤンマースタジアム長居で開催された、STARTO ENTERTAINMENT所属の関西出身のグループであるSUPER EIGHTとWEST.となにわ男子とAぇ! groupのメンバーによる合同ユニット・KAMIGATA BOYZの合同ライブイベントである[4][5][6]。
- 本公演には、KAMIGATA BOYZのメンバー24人に加え、Lil かんさいやBoys beやAmBitiousなどの関西ジュニアも出演し、総勢106人が出演した[8][9][注 1]。
- 関西出身グループが総出演するのは、2020年にコロナ禍で開催された無観客生配信イベント『Johnny's DREAM IsLAND 2020→2025 〜大好きなこの街から〜』以来約4年振りとなり、KAMIGATA BOYZとしては初のリアルイベントとなった[4][6]。
- 本公演の演出は大倉忠義と小瀧望を中心にKAMIGATA BOYZで考案した[7][9]。
- 本公演のサブタイトルは関西ジュニアから募集し、嶋﨑斗亜の案で「〜やっぱこの街好っきゃねん〜」が採用された[7][9]。
- 本公演では、2日間で計11万人を動員し、KAMIGATA BOYZ・SUPER EIGHT・WEST.・なにわ男子・Aぇ! groupの各楽曲に加え、夏の野外ライブならではの「KAMIGATA SUMMER MEDLEY」やグループの垣根を越えた「シャッフルコーナー」と題した、STARTO ENTERTAINMENTやジャニーズ事務所（当時）所属のアーティストの楽曲がメドレー形式で披露され、計45曲が披露された[7][9]。
- 千秋楽である9月22日公演は、配信プラットフォーム『FAMILY CLUB online』にて生配信された[1][2][3][10]。
  - 見逃し配信期間：2024年10月4日 - 14日
  - 視聴チケット販売期間：同年9月17日 - 10月14日
- 2024年9月10日より本公演の公式アプリが配信開始された[11]。
  - 同アプリでは、イベントインフォメーションや会場マップ、オリジナルコンテンツなどの本公演にまつわる機能が搭載されており、追加機能として『〜やっぱこの街好っきゃねん〜なゲーム』と題したミニゲームや、『KAMIGATA BOYZ DREAM IsLAND 2024 CAMERA』と題したオリジナルスタンプやフレームで撮影可能なカメラ機能などが搭載された[11][12][13]。
- SUPER EIGHTの野外ワンマンライブ『KANJANI∞ 20FES 〜前夜祭〜』での「BOY PARK」と同様に、本公演の会場外では「BOYZ PARK」と題し、キッチンカーや飲食スペースなどが展開された[14][15]。
- 本公演のメイキング映像は2ndシングル『世界を明るく照らしましょう』の特典Blu-rayに収録された[16]。

## 出演アーティスト
- KAMIGATA BOYZ
  - SUPER EIGHT
  - WEST.
  - なにわ男子
  - Aぇ! group
    - 末澤誠也はスケジュールの都合により9月22日公演のみ出演[7]。
- ジュニア
  - Lil かんさい
  - Boys be
  - AmBitious
  - 関西ジュニア

## 公演日程
| 年     | 月  | 日   | 開演時間 | 会場                             |
| ------ | --- | ---- | -------- | -------------------------------- |
| 2024年 | 9月 | 21日 | 17:00    | ヤンマースタジアム長居（大阪府） |
| 2024年 | 9月 | 22日 | 17:00    | ヤンマースタジアム長居（大阪府） |

## プロモーション
- 5月30日、本公演の開催が発表された[4][5][6][注 3]。
- 9月3日、本公演の特設サイトが開設され、公式アプリを配信することも発表された[18][19]。
- 9月10日、本公演の公式アプリが配信開始された[11]。
- 9月11日、公式アプリにミニゲームが搭載された[12]。
- 9月12日、千秋楽である9月22日公演が配信プラットフォーム『FAMILY CLUB online』にて生配信されることが発表された[1][2][3][10]。
- 9月13日、本公演のグッズがECサイト『ファミクラストア』にてオンライン販売されることが発表された[20][21]。
- 9月14日、会場マップが公開され、「BOYZ PARK」と題したキッチンカーや飲食スペースなどが展開されることも発表された[14][15]。
- 9月17日、生配信の詳細が発表され、視聴チケットの販売も開始された[10]。
- 9月18日
  - 本公演に先駆け、KAMIGATA BOYZの配信限定シングル『世界を明るく照らしましょう』がデジタルリリースされた[22][23]。
  - 公式アプリに本公演のオリジナルスタンプやフレームで撮影可能なカメラ機能が搭載された[13]。
- 9月18日より、本公演の開催を記念し、大阪・御堂筋線の全20駅にて、『世界を明るく照らしましょう』のアーティスト写真を使用した様々なビジュアルのポスターが各駅で順次掲載された[24][25]。
- 9月21日、本公演のグッズ写真が公開され、オンラインストアでの販売も開始された[26]。
- 9月21日 - 22日
  - 本公演が大阪・ヤンマースタジアム長居で開催され、2日間で計11万人を動員した[4][5][6][8][9]。
  - 本公演の開催を記念し、『世界を明るく照らしましょう』のCDシングルの超先行の特典付きオンライン予約受付が実施された[27]。
- 10月4日、『FAMILY CLUB online』にて見逃し配信が開始された[10]。
- 12月27日、2ndシングル『世界を明るく照らしましょう』の特典Blu-rayに本公演のメイキング映像が収録された[16]。

## セットリスト
※出典を参照。
1. 無責任でええじゃないかLOVE（KAMIGATA BOYZ） / ALL
2. なにわ Lucky Boy!!（なにわ男子） / なにわ男子・SUPER EIGHT・WEST.
3. ズンドコパラダイス（WEST.） / WEST.・SUPER EIGHT・なにわ男子
4. 前向きスクリーム!（SUPER EIGHT） / SUPER EIGHT・WEST.・なにわ男子
5. 《A》BEGINNING / Aぇ! group
6. 僕らAぇ! groupって言いますねん / Aぇ! group
7. 証拠 / WEST.
8. 超きっと大丈夫 / WEST.
9. 〈KAMIGATA SUMMER MEDLEY〉
  1. Ho! サマー（タッキー&翼） / ALL
  2. ジェットコースター・ロマンス（KinKi Kids） / ALL
  3. 真剣SUNSHINE（Hey! Say! JUMP） / ALL
  4. OH! サマー KING（King & Prince） / Lil かんさい・Boys be・AmBitious・関西ジュニア
  5. BANG! BANG! バカンス!（SMAP） / Aぇ! group
  6. ファンファーレ!（Hey! Say! JUMP） / なにわ男子
  7. 恋を知らない君へ（NEWS） / WEST.
  8. Sexy Summerに雪が降る（timelesz） / SUPER EIGHT
  9. Soda Pop Love（なにわ男子） / なにわ男子・Aぇ! group
  10. Olé Olé Carnival!（WEST.） / WEST.・なにわ男子・Aぇ! group
  11. 罪と夏（SUPER EIGHT） / ALL
10. シルエット（WEST.） / WEST.・なにわ男子・Aぇ! group
11. 大阪ロマネスク（SUPER EIGHT） / ALL
12. バンバンッ!!（WEST.・関西ジュニア） / 関西ジュニア

〈MC〉
1. 初心LOVE / なにわ男子
2. Live in the moment / なにわ男子
3. LIFE〜目の前の向こうへ〜 / SUPER EIGHT
4. "超"勝手に仕上がれ / SUPER EIGHT
5. 浪速一等賞!（WEST.） / Lilかんさい・Boys be・AmBitious・関西ジュニア
6. 〈シャッフルコーナー〉
  1. SUPER ROCKET（関西ジュニア）/ 大西流星・道枝駿佑・高橋恭平・長尾謙杜・佐野晶哉・Lil かんさい
  2. Midnight Devil（関西ジュニア） / 西畑大吾・藤原丈一郎・大橋和也・正門良規・小島健
  3. LOVE & KING（KING feat.関ジャニ∞） / TAKATSU-KING（村上信五）・濵田崇裕・小島健・岩倉司・真弓孟之
  4. Dial up（NYC boys・関西ジュニア） / 重岡大毅・西畑大吾・伊藤篤志
  5. おおきくな〜れ☆ボク!!!（Hey! Say! 7・知念侑李） / 安田章大・神山智洋・大西流星・末澤誠也・千田藍生・岡野すこやか
  6. DEAR MY LOVER（Hey! Say! JUMP） / 中間淳太・小瀧望・長尾謙杜・大橋和也・西村拓哉
  7. 夏のハイドレンジア（timelesz） / 丸山隆平・桐山照史・濵田崇裕・高橋恭平・佐野晶哉
  8. ichiban（King & Prince） / 神山智洋・藤原丈一郎・末澤誠也・草間リチャード敬太
  9. 宙船（TOKIO） / 横山裕・正門良規
  10. 青春アミーゴ（修二と彰） / 大倉忠義・藤井流星・道枝駿佑
  11. Monster（嵐） / ALL
7. ええじゃないか（WEST.） / ALL
8. ズッコケ男道（SUPER EIGHT） / ALL
9. 世界を明るく照らしましょう（KAMIGATA BOYZ） / ALL

〈アンコール〉
1. Aッ!!!!!!（Aぇ! group） / ALL
2. Poppin' Hoppin' Lovin（なにわ男子） / ALL
3. 関西アイランド（関西ジュニア） / ALL
4. 無責任でええじゃないかLOVE（KAMIGATA BOYZ） / ALL

## 演出
本公演の演出は大倉忠義と小瀧望を中心にKAMIGATA BOYZで考案した。

### オープニング映像
オープニング映像では、伝統ある大阪松竹座から全国区に活動の幅を広げ、活躍しているSUPER EIGHT・WEST.・なにわ男子・Aぇ! groupに招待状が届く映像から始まった。
同映像では、関西ジャニーズJr.出身である永瀬廉（King & Prince）と向井康二（Snow Man）がサプライズで友情出演しており、「大倉の頼みで招待状を2人が届けていた」という演出となっている。

### 楽曲
本公演では、KAMIGATA BOYZの楽曲「無責任でええじゃないかLOVE」と「世界を明るく照らしましょう」がライブ初披露された。
1曲目の「無責任でええじゃないかLOVE」では、グループごとのカラーで染め上げたヒョウ柄モチーフの衣装を着用した。
序盤では、「KAMIGATA SUMMER MEDLEY」と題した、STARTO ENTERTAINMENTやジャニーズ事務所（当時）所属のアーティストの楽曲がメドレー形式で披露され、夏の野外ライブならではのウォーターキャノンで水が打ち上がる演出もされた。
SUPER EIGHTが松竹座時代から20年以上歌い続け、大阪を拠点とするグループからも歌われ続けている楽曲「大阪ロマネスク」では、出演アーティスト全員で歌唱し、各グループのメンバー24人を乗せた24台のリフターが使用された。
各グループのオリジナル曲も披露しており、SUPER EIGHTはバンドスタイルで「LIFE〜目の前の向こうへ〜」と「"超"勝手に仕上がれ」を披露した。
本編最後の楽曲である「世界を明るく照らしましょう」では、約800発の花火が打ち上げられた。
アンコールでは、各メンバーが法被を羽織り、グループごとのフロートで会場を周回しながら関西ジュニアの代表曲「関⻄アイランド」を含む4曲を披露した。

### MC
千秋楽である9月22日公演のMCでは、同日に全国デビュー20周年を迎えたSUPER EIGHTを出演アーティストと観客全員で祝福した。
小瀧が「どうしてもやりたいことがあって。せーの！」と合図を出すと、「SUPER EIGHT、デビュー20周年おめでとう！」と会場全体で祝福し、ステージに後輩たちからの巨大なケーキやメンバーカラーの花束が贈呈され、観客をバックに写真撮影を行った。

### シャッフルコーナー
後半では、グループの垣根を越えた「シャッフルコーナー」と題するメドレー披露された。
村上信五（SUPER EIGHT）が「KING feat.関ジャニ∞」名義でリリースした「LOVE & KING」をTAKATSU-KING（村上）とTAKATSU-KIDSとして共演経験のある真弓孟之（AmBitious）らと共に披露した。
横山裕（SUPER EIGHT）と正門良規（Aぇ! group）はツインギターボーカルでTOKIO「宙船」を披露した。

## グッズ
※出典を参照。
| グッズタイトル                 | 価格    |
| ------------------------------ | ------- |
| クリアファイル（集合1種）      | 800円   |
| 法被                           | 6,000円 |
| フェイスタオル                 | 2,000円 |
| KAMIGATAブラシ                 | 1,500円 |
| ステッカーセット（個人24種）   | 各600円 |
| KAMIGATAオールスターズ記念写真 | 1,500円 |

- 本公演のグッズは大西流星（なにわ男子）が考案した[7]。
- 会場販売とオンラインストア販売を共に実施[31][32]。
- オンラインストア販売期間：2024年9月21日 - 10月20日[31][32]。